# Susanne Hallvares
Susanne Margit Elinor Hallvares, född 25 april 1951 i Rättvik, är en svensk skådespelare och regissör.

## Biografi
Hallvares studerade vid Statens scenskola i Malmö. Efter tio år som frilans startade hon 1985 Boulevardteatern i Stockholm tillsammans med Michael Segerström och Nils Moritz. Mellan 1995 och 2004 var hon huvudsakligen verksam som regissör inom teater och TV. Därefter arbetade hon som teaterlärare bland annat på Scengymnasiet i Stockholm. Från 2013 är hon ensemblechef på Stockholms Stadsteater.

## Filmografi
Roller
- 1980 – Kärleken
- 1980 – Trollsommar
- 1984 – Skatten på Bråtehus (TV-serie)
- 1986 – Du ska inte tro att du är nåt...
- 1986 – Teaterterroristerna
- 1991 – Portis klarar skivan (TV-serie)
- 1992 – Ha ett underbart liv
- 1993 – Rederiet (TV-serie)
- 1996 – Silvermannen (TV-serie)
- 1996 – Skilda världar (TV-serie) (även 1997)
- 1998 – Vita lögner (TV-serie)

Regi
- 1997 – Vita lögner (TV-serie)
- 1998 – Nya tider (TV-serie)

## Teater

### Roller (ej komplett)
| År   | Roll                          | Produktion                                          | Regi                           | Teater                   |
| ---- | ----------------------------- | --------------------------------------------------- | ------------------------------ | ------------------------ |
| 1976 | Bianca                        | Othello William Shakespeare                         | Claes Sylwander                | Helsingborgs stadsteater |
| 1987 | Medverkande                   | Blasny, Blasny Michael Segerström och Johan Ulveson | Johan Sundberg Johnny Melville | Boulevardteatern         |
| 1988 |                               | Kom igen, Charlie (The Foreigner) Larry Shue        | Peter Dalle                    | Boulevardteatern         |
| 1991 | Belinda                       | Stilla natt (Season's Greetings) Alan Ayckbourn     | Jacob Nordenson                | Boulevardteatern         |
| 1993 | Jelena Andrejevna Serebrjakov | Onkel Vanja (Дядя Ваня, Djadja Vanja) Anton Tjechov | Joachim Siegård                | Boulevardteatern         |

### Regi
| År   | Produktion                                | Upphovsmän | Teater           | Roll                              |
| ---- | ----------------------------------------- | ---------- | ---------------- | --------------------------------- |
| 1995 | Den girige L'Avare ou l'École du mensonge | Molière    | Boulevardteatern | Regi tillsammans med Dag Malmberg |